# Fresh Burritos
 (novembre 2023).
 (novembre 2023).
Il peut être nécessaire de l'améliorer pour respecter le principe de neutralité de point de vue. 

Fresh Burritos est une enseigne de restauration rapide mexicaine proposant principalement des burritos et tacos à consommer sur place, à emporter et en livraison. 
Basée en France, elle a été fondée par Timothée Tronet en 2011. Grâce à une croissance rapide à partir de 2014, l'enseigne représente un réseau de plus de 45 points de vente[source insuffisante] en 2021 dont la moitié en succursale et l'autre moitié en franchise.

## Historique
Fresh Burritos fut fondée en 2011 par Timothée Tronet.
Après des études d'ingénieur à l'Université de Technologie de Compiègne et de commerce à la Wharton School of Business,, Timothée Tronet vit 5 ans en Amérique Latine où il découvre la cuisine mexicaine. A son retour en France en 2011, il décide de créer Fresh Burritos en ouvrant un premier point de vente dans le centre de Lille.
Le burrito est alors peu développé en France. Les produits sont préparés sur place et le client peut personnaliser son plat.
En 2013, l'enseigne ouvre sa seconde succursale puis se lance en franchise en 2014. Le développement se poursuit alors sur un rythme de 5 à 10 ouvertures par an, en succursale et en franchise. En 2018, l'enseigne compte 45 restaurants en France et réalise un chiffre d'affaires de plus de 16,5 millions d'euros[source insuffisante].

## Récompenses
Fresh Burritos a obtenu plusieurs récompenses :
- Prix du Public, Entrepreneur de l’Année 2017 organisé par EY[5][source insuffisante]
- Nommés 2015 « Espoir de la Franchise » par la Fédération Française de la Franchise[réf. nécessaire]
- Lauréat Croissance du Réseau Entreprendre en 2015[6],[7]
- Concept Coup de Cœur de l'Express en 2014[8]